# Zaprochilus ninae
Zaprochilus ninae är en insektsart som beskrevs av Rentz, D.C.F. 1993. Zaprochilus ninae ingår i släktet Zaprochilus och familjen vårtbitare. IUCN kategoriserar arten globalt som sårbar. Inga underarter finns listade i Catalogue of Life.